# 马头乡
马头乡，是中华人民共和国四川省凉山彝族自治州冕宁县曾经下辖的一个乡。2019年12月，撤销马头乡，所属行政区域划归棉沙镇管辖。

## 行政区划
马头乡撤销前下辖以下地区：
虫园村、丝里坪村、马头村和岳落口村。